# Kochummenia stenopetala
Kochummenia stenopetala är en måreväxtart som först beskrevs av George King och James Sykes Gamble, och fick sitt nu gällande namn av Khoon Meng Wong. Kochummenia stenopetala ingår i släktet Kochummenia och familjen måreväxter. Inga underarter finns listade i Catalogue of Life.